# Rissjön, Västergötland
Rissjön är en sjö i Vårgårda kommun i Västergötland och ingår i Göta älvs huvudavrinningsområde. Sjöns area är 0,042 kvadratkilometer och den befinner sig 200 meter över havet.